# Marcus Valerius Laevinus
Marcus Valerius Laevinus (c. 260 f.Kr. – 200 f.Kr.) var en romersk konsul og hærfører, der steg i anseelse under den Anden Puniske Krig og den samtidige Første Makedoniske Krig. Som medlem af slægten (gens) Valeria, der var en gammel patricierfamilie, der menes at være migreret til Rom under den sabinske konge Titus Tatius, spillede Laevinus en afgørende rolle i inddæmningen af den makedonske trussel.

## Baggrund
Laevinus var søn af P. Valerius Laevinus og barnebarn af P. Valerius Laevinus. Sidstnævnte kan have været konsulen fra 280 f.Kr., som Pyrrhos af Epiros besejrede ved Herakleia.
Han blev valgt som praetor på Sicilien i 227 f.Kr., mens Marcus Laevinus første gang blev valgt som konsul i 220 f.Kr. Hans konsulat blev dog annulleret – sandsynligvis på grund af beskyldninger om et uretmæssigt valg.
I 215 f.Kr. – under den Anden Puniske Krig – blev Laevinus valgt som praetor peregrinus med kommando over de romerske styrker i Apulia. Da han var stationeret i Brundisium blev Laevinus udnævnt til at fungere som en afskrækkende faktor over for enhver potentiel fremrykning fra den makedonske konge, Filip 5., som havde allieret sine styrker med den karthaginianske general Hannibal Barkas, der havde invaderet Italien. Valerius fik dermed til opgave at overvåge aktiviteterne på Adriaterhavet, hvorved han overtog kommandoen over størstedelen af den romerske flåde.

## Første Makedonske Krig
Som praetor peregrinus havde Laevinus kommandoen over den romerske flåde ud for Adriaterhavskysten under den Første Makedoniske Krig, som fandt sted samtidig med den Anden Puniske Krig mod Karthago.
Da Roms opmærksomhed var rettet mod krigen mod Karthago, gav det Filip 5. af Makedonien en mulighed for at udvide sin magt vestpå. Efter Karthagos sejr over Rom i forbindelse med Slaget ved Cannae i 216 f.Kr. sendte Filip ambassadører til Hannibals lejr i Italien for at forhandle en alliance mod Rom. På deres hjemrejse til Makedonien blev udsendingene fanget af P. Valerius Flaccus, kommandanten for den romerske flåde, der patruljerede den sydlige apuliske kyst. Et brev fra Hannibal til Filip samt betingelserne for deres aftale blev opdaget, til stor forfærdelse for Rom.

Laevinus – som var stationeret i Brundisium – fik kommando over to legioner og en flåde på femoghalvtreds skibe. Med disse fik han til opgave at bevogte den italienske Adriaterhavskyst og overvåge Filips bevægelser. Hvis de var fjendtlige, skulle Laevinus krydse Adriaterhavet og holde Filip beskæftiget i Makedonien for at forhindre ham i at yde nogen form for assistance til Hannibal i Italien.
I løbet af 214 f.Kr. ydede Laevinus' styrker bistand til adskillige romerske allierede, der var truet af Makedonien. Han generobrede med succes Oricum fra makedonerne ved at udføre et angreb om natten og derved lægge et baghold for Filips hær. I henhold til Livius frygtede makedonerne ham så meget, at de brændte deres skibe for at undgå at møde hans flåde igen. Laevinus ophævede også belejringen af Apollonia og reddede Tarentum.

### Det Aitoliske Forbund
Optaget af den igangværende konflikt mod Hannibal og karthaginienserne var Rom ude af stand til at sende en styrke, der var stor nok til effektivt at håndtere den makedonske trussel. I stedet besluttede de at danne en alliance med en af Makedoniens mangeårige fjender i Grækenland, aitoliere.
I 212 f.Kr. blev Laevinus sendt afsted for at indlede forhandlinger med både Det Aitolisk Forbund og Attalos 1. af Pergamon, hvilket lykkedes i efteråret 211 f.Kr. Traktatens bestemmelser var generøse over for aitoliere, men det var samtidig forventet, at de skulle stå for størstedelen af kampene, mens Rom ville levere flådestøtte.
Efter aftalen spildte Laevinus ingen tid; han erobrede Zakynthos og de arkananske byer Oeniadai og Nasos, før han overvintrede på Korfu.

## Guvernørskab over Sicilien
Sidst i 211 f.Kr. blev Laevinus sendt til Sicilien som guvernør i stedet for M. Claudius Marcellus. På det tidspunkt var en officer i den karthaginianske hær på Sicilien ved navn Mutines – en libysk-fønikisk snarere end en renblodet karthaginienser – blevet erstattet som kommandant for den numidiske kavaleri. Han opgav Agrigentum til romerne som hævn for degraderingen. I henhold til Livius behandlede Laevinus byens førende borgere brutalt for at statuere et eksempel. Kort efter modtog han nyheder om frivillige overgivelser fra fyrre sicilianske byer, hvorefter han erobrede yderligere seksogtyve som følge af forræderi eller magt, hvilket afsluttede krigen på Sicilien.

## Konsul og prokonsul – 210 f.Kr.

### Konsul
Det følgende forår, mens han belejrede Antikyra i den Korinthiske Bugt, modtog Laevinus nyheden om, at han var blevet valgt som konsul in absentia, med M. Claudius Marcellus som sin medkonsul. P. Sulpicius overtog hans pligter i øst, og Laevinus trak sig tilbage til Rom.
Livius beskriver både Laevinus og Marcellus som "glade for krig... overforetagsomme og impulsive" og udtaler, at de højst sandsynligt ville have ladet krigen mod Karthago og Makedonien fortsætte – hvilket de da også gjorde. Deres valg var plaget af kontroverser, da Marcellus blev anklaget af syrakusanere for at have begået grusomheder på Sicilien. Selvom han blev fundet ikke-skyldig, byttede Senatet konsulernes kommandoer, så Marcellus blev sendt for at bekæmpe Hannibal, og Laevinus fik ansvaret for Sicilien.

#### Senatoriske donationer til statskassen
Mens Laevinus var i Rom, blev han konfronteret med mangel på offentlige midler og statskassens bekymrende tilstand efter flere års krig. Som reaktion på dette krævede konsulerne, at borgerne bidrog med midler til statskassen for at finansiere, at man kunne hverve roere. Borgerne modsatte sig imidlertid dette kraftigt, da de samme foranstaltninger var blevet implementeret i 214 f.Kr. med ringe succes, og Senatet trak planen tilbage.
På grund af situationens alvor skriver Livius, at Laevinus i stedet foreslog senatorerne, at de selv skulle bære disse omkostninger. Senatorerne indvilligede til sidst og donerede mange af deres ædle metaller. Ligeledes donnerede equites mange midler, hvilket tilsammen indsamlede tilstrækkelige midler til roerne, og konsulerne sejlede til deres respektive provinser. Ikke desto mindre foreslog Laevinus efter sit konsulat, at senatorerne skulle have refunderet denne donation i tre etaper. Kun de to første blev dog tilbagebetalt, da den tredje rate faldt på et andet tidspunkt med økonomisk ustabilitet.

#### Konsulvalget for 209 f.Kr.
Da det var nødvendigt for mindst én konsul at forestå valget af deres efterfølgere, vendte Laevinus tilbage fra Sicilien til Rom for at afholde konsulvalget for 209 f.Kr. Senatet sendte sandsynligvis bud efter ham i stedet for Marcellus, da han på det tidspunkt havde erobret Sicilien, mens Marcellus' kamp mod Hannibal stadig var i fuld gang.
I Rom modtog Laevinus information om en karthaginiansk plan for generobringen af Sicilien og ønskede at vende tilbage dertil hurtigst muligt. Som svar bad Senatet ham om at udpege en diktator til at forestå valget i hans fravær. Laevinus nominerede sin fætter M. Valerius Messala, sin praefectus classis, men Senatet afviste, da han ikke var i Italien. Frustreret vendte Laevinus i hemmelighed tilbage til Sicilien.
Laevinus havde forbudt praetoren at fremsætte et forslag til folket om udnævnelse af en diktator, men da han ikke længere var i Italien, ignorerede tribunerne hans ordre. Således blev Q. Fulvius Flaccus valgt til diktator med P. Licinius Crassus som magister equitum.

### Prokonsul
Efter sin periode som konsul blev Laevinus tildelt imperium som prokonsul på Sicilien og besad embedet indtil 206 f.Kr. Herfra kommanderede han en flåde, modtog tropper fra besejrede italienske hære og fik til opgave at sikre kornforsyningen. I denne periode fremmede han aktivt landbruget på Sicilien og genoprettede kornavl. I 209 f.Kr. var han i stand til at sende forsyninger til Rom, og Polybios skriver, at han sikrede en betydelig del af kornforsyningen for fremtiden.
Laevinus ledte også lejlighedsvis sin flåde til Afrika for at foretage plyndringstogter og kæmpe mod karthaginianske flåder.

## Senere karriere
Kilderne, der beskriver Laevinus' senere karriere, er sparsomme. Men ud fra det, der er bevaret, er det muligt at skabe et kort overblik over hans sidste år.
I 205 f.Kr. – efter at være blevet kaldt tilbage til Italien året før – ser det ud til, at Laevinus var involveret i den romerske udsending, der havde til opgave at transportere den hellige sten af Kybele fra Frygien tilbage til hovedstaden som svar på en konsultation af de Sibyllinske Bøger.
I 203 f.Kr. opfordrede Laevinus Senatet til at tilsidesætte den fred, som P. Cornelius Scipio havde forhandlet med karthaginienserne. Hans forslag blev vedtaget, men Scipios betingelser blev senere ratificeret.
Efter dette ser det ud til, at Laevinus blev sendt til Grækenland i 200 f.Kr., og han døde senere samme år.